# Марија Гимбутас
Марија Гимбутас (литв. Marija Gimbutienė; Вилњус, 23. јануар 1921 — Лос Анђелес, 2. фебруар 1994) је била литванско-амерички археолог, позната по изучавању неолита и бронзаног доба Европе.

## Биографски подаци
Рођена је као Марија Бируте Алсеикаите у Литванији, у граду Вилњус, тада окупираном од стране Пољске. Завршила је Универзитет у Вилњусу 1942. а докторирала је археологију у Немачкој, 1946. године. 1949. одлази у САД, где ради на Харварду.
Чувену „Курганску хипотезу“ представила је 1956. године.
Била је професор археологије од 1963. до 1989. на Универзитету у Лос Анђелесу (UCLA).
Чувене су њене књиге „Богиње и богови старе Европе“ (The Goddesses and Gods of Old Europe), „Језик богиње“ (The Language of the Goddess). У последњој књизи, која је објављена 1991, „Цивилизација богиње“ (The Civilization of the Goddess) изнела је своје виђење неолитских култура у Европи, односно однос између староевропског система у коме је централну улогу играла богиња-мајка и патријархата Индоевропљана.